# پنالوسا (کانزاس)
پنالوسا (به انگلیسی: Penalosa) شهری در ایالت کانزاس کشور ایالات متحده آمریکا است که جمعیت آن در سرشماری سال ۲۰۱۰ میلادی، ۱۷ نفر بوده‌است.